# ابرتوانایی

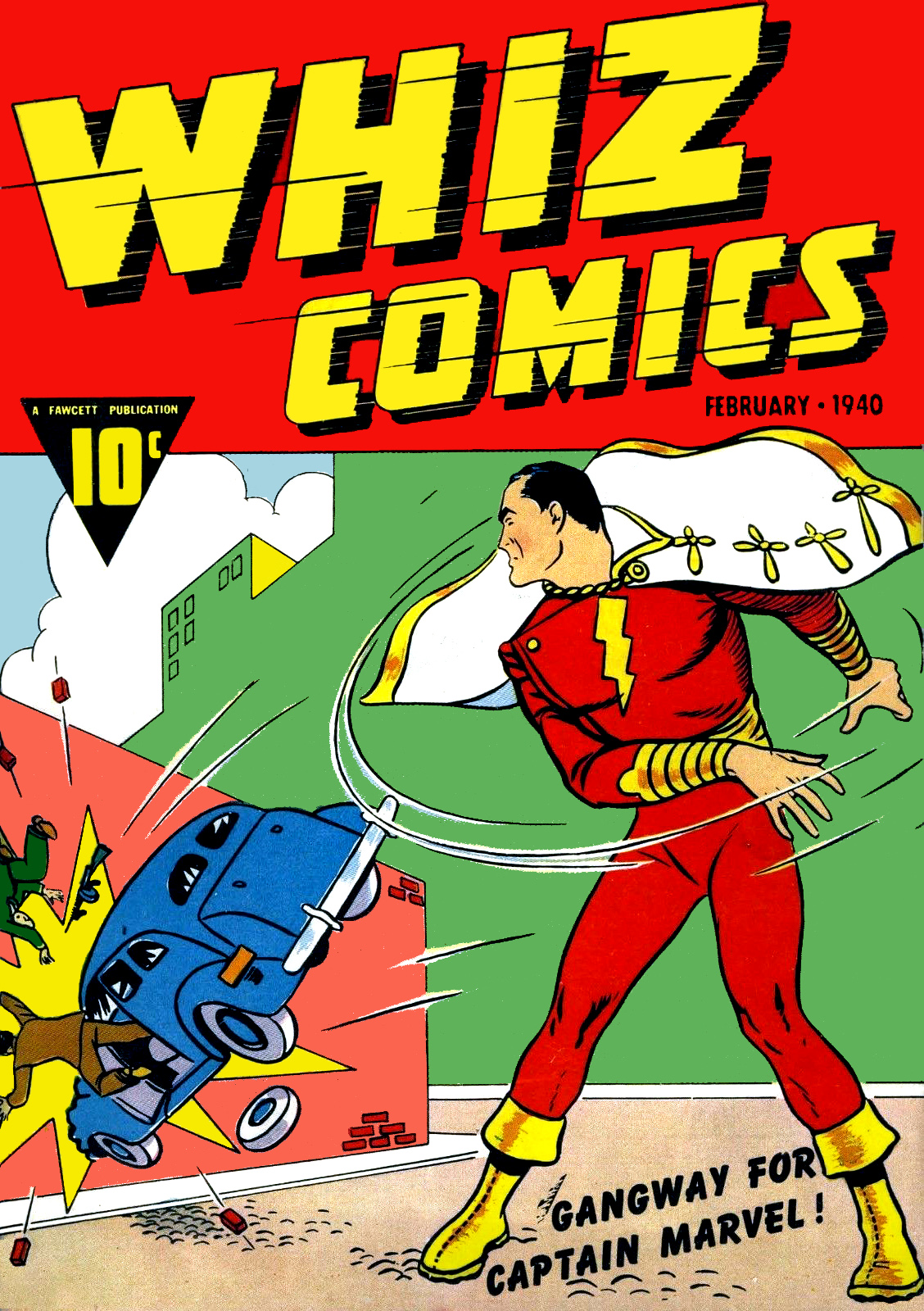
در این تصویر یک نوع ابر توانایی مشاهده می کنید به که اصطلاح نشان دهنده ی قدرت زیاد است

ابرتوانایی یا قدرت خارق‌العاده اصطلاحی است در فرهنگ عامه برای توانایی خیالی مافوق بشری که اغلب در مجلات زرد عامه پسند، کتابهای کمیک، علمی تخیلی، برنامه‌های تلویزیونی و فیلم‌ها به عنوان ویژگی کلیدی یک ابرقهرمان استفاده می‌شوند. این مفهوم از کتاب‌های کمیک آمریکایی و مجلات زرد از دهه ۱۹۳۰ و ۱۹۴۰ نشئت گرفت و به تدریج به ژانرهای و رسانه‌های دیگر راه یافت.